# RT Documentary
RT Documentary (RTD) es un canal de documentales en idioma inglés y en idioma ruso sobre Rusia. El canal de televisión fue lanzado el 23 de junio de 2011 por el presidente ruso, Dmitri Medvédev, quien visitó el estudio de RT en Moscú. Trata de una amplia variedad de temas, incluyendo la cultura rusa y de la vida en Rusia.
El canal está disponible como un canal en abierto en Eutelsat Hot Bird. El gobierno ruso no ha establecido restricciones legales a la distribución mundial de la canal en directo a través de Internet.